# Thure Petrén
Carl Thure Henrik Petrén, född 1 juli 1858 i Husie socken, Malmöhus län, död 14 mars 1926, var en svensk fängelseläkare och kommunalpolitiker. Han var son till kyrkoherden Carl Daniel Edvard Petrén och Charlotte Göransson, äldste bror till Edvard, Alfred, Karl, Bror, Jakob, Gustaf, Viktor, Ebbe och Louise Petrén.
Petrén avlade mogenhetsexamen i Lund 1876, blev därefter där filosofie kandidat 1879, medicine kandidat 1884 och medicine licentiat 1888. Han var verksam som läkare i Malmö från 1888, var 1890–1912 biträdande provinsialläkare i Malmö distrikt och hade årliga förordnanden som förste provinsialläkare i Malmöhus län. Han var i Malmö även läkare vid två privata sinnessjukanstalter för kvinnor, Holmehus på Kärleksgatan i Södra Förstaden (1894–1914, se Sophie Hermansson) och Katrinelunds vårdanstalt (från 1896). År 1898 tillträdde han även som fängelseläkare i samma stad.
Petrén medverkade i flera statliga utredningar och kommissioner, bland annat utredningen om obligatorisk sinnesundersökning av vissa brottslingar (tillsammans med bland andra brodern Alfred Petrén, 1908–1909) och var ledamot av den stora strafflagskommissionen som leddes av Johan Thyrén 1916–1923.
Petrén var ledamot av Malmö stadsfullmäktige 1899–1914, där han tillsammans med Anders Antonsson och Rudolf Fredrik Berg 1902 avgav en motion om inrättandet av en arbetsförmedling i staden, något som förverkligades 1905 som en av de första i Sverige. Petrén var bland annat även verksam i styrelsen för Malmö stads spårvägar, där han var vice ordförande 1905–1907 och ordförande 1908–1925. År 1906 blev han verkställande direktör i AB Malmö Saltsjöbad. Han var en av stiftarna till Malmö läkareförening och ordförande i denna under tre perioder samt under många år ordförande i Malmö biblioteks- och föreläsningsförening.
Petrén är begravd på Östra kyrkogården i Malmö.